# Lasiocereus
Lasiocereus ist eine Pflanzengattung aus der Familie der Kakteengewächse (Cactaceae). Der botanische Name der Gattung leitet sich vom griechischen Adjektiv „λάσιος“ (lasios) für zottig ab und bedeutet Zottiger Cereus.

## Beschreibung
Die Arten der Gattung Lasiocereus wachsen buschig bis baumartig und erreichen Wuchshöhen von bis zu 1 Meter. Die dornigen Triebe sind im Querschnitt kreisrund und haben ziemlich zahlreiche dünne, warzige Rippen auf den zahlreiche Areolen zu finden sind. Die aufrechten Mitteldornen sind pfriemlich bis nadelartig, die zahlreichen aufrechten Randdornen sind nadelartig.
Die weißen, röhrenförmigen Blüten entstehen an der Triebspitze aus vergrößerten Areolen, die eine cephaliumartige Erscheinung schaffen. Sie öffnen sich in der Nacht. Ihr Blütenbecher und die Blütenröhre sind mit dichter Wolle und Borsten bedeckt.
Die tonnen- bis kugelförmigen Früchte reißen an der Basis auf und sind Innen trocken. Sie enthalten kleine, warzige Samen.

## Systematik und Verbreitung
Die Arten der Gattung Lasiocereus sind in Peru verbreitet.
Die Erstbeschreibung der Gattung und ihrer beiden Arten erfolgte 1981 durch Friedrich Ritter. Die Typusart der Gattung ist Lasiocereus rupicola.

### Systematik nach N.Korotkova et al. (2021)
Die Gattung umfasst die folgenden Arten:
- Lasiocereus fulvus F.Ritter
- Lasiocereus rupicola F.Ritter

### Systematik nach E.F.Anderson/Eggli (2005)
Zur Gattung gehören die Arten:
- Lasiocereus fulvus F.Ritter
- Lasiocereus rupicola F.Ritter

## Nachweise